# 북두신군
북두신군(北斗神君)은 북두칠성이 신격화된 것이다. 중국에 있어서 별에 대한 신앙의 하나이다.
도교에서는 중앙 및 사방에 두성(斗星)이 있다고 하며 북극성(北極星：天帝)에 가까워 특히 북두칠성이 존중되었다고 한다. 하늘에 있으면서 인간의 죄과(罪過)를 기록해 두고 그 수명(壽命)의 장단을 결정짓는 신(神)이다. 또 7성(七星) 가운데 제1성(星)을 괴성(魁星)이라 불렀으며 이는 문운(文運)을 관리하는 신으로서 과거(科擧)에 응시하는 사람들에게 신앙되었다.